# LaFayette (Georgia)
LaFayette város az USA Georgia államában. Lakosainak száma 6888 fő (2020. április 1.).

## Népesség
A település népességének változása:
| Lakosok száma | 6702 | 7121 | 6888 |
|               | 2000 | 2010 | 2020 |